# Johann Friedrich Eckhard-Hoffmann
Johann Friedrich Eckhard-Hoffmann (* 14. Januar 1800 in Frankfurt am Main; † 7. Mai 1858 ebenda) war ein Kaufmann und Politiker der Freien Stadt Frankfurt.

## Leben
Eckhard-Hoffmann lebte als Großhändler von Manufakturwaren in Frankfurt am Main. Von 1846 bis 1853 war er Mitglied der Frankfurter Handelskammer. 
Er gehörte 1851 dem Gesetzgebenden Körper der Freien Stadt Frankfurt an.